# جهاد ووتش
جهاد ووتش (بالإنجليزية: Jihad Watch) هي مدونة تابعة لمركز ديفيد هورويتز للحرية، الذي يديره المدون روبرت سبنسر، وقد وصفت بأنها واحدة من أهم مراكز حركة «مكافحة الجهاد» على الإنترنت.
وفقا للموقع، فإن «الجهاد، يحرم غير المسلمين والنساء من المساواة ويمنع حقوق الإنسان والكرامة وأنه كان حاضرا طوال تاريخ الإسلام». جهاد ووتش تقول إنها «تهدف إلى جذب انتباه الجمهور إلى دور الجهاد والعقيدة في العالم الحديث، وتصحيح المفاهيم الخاطئة الشائعة عن دور الجهاد والدين في الصراعات الحديثة.»
وقد انتقدت المدونة من قبل الأكاديميين الذين يعتقدون أنها تدعم منظور كاره للإسلام وتدعم نظريات المؤامرة.

## انتقادات
جهاد ووتش قد تم انتقادها بسبب تصويرها الإسلام كمذهب سياسي شمولي، وعلى هذا النحو تم اتهامها بالإسلاموفوبيا.
لقب مجلس العلاقات الإسلامية الأمريكية (CAIR) جهاد ووتش بأنه "موقع كراهية على الإنترنت" وقال المجلس أنه "سيئ السمعة بسبب تصوير الإسلام بأنه عنيف بطبيعته وتهديد للسلام العالمي". [بحاجة لمصدر] وصف الكاتب في الغارديان براين ويتاكر جهاد ووتش بأنه "موقع معروف بمعاداة المسلمين"، في حين أن غيره من النقاد مثل دينيش دسوزا، كارين أرمسترونج، وكاثي يانج أشاروا إلى ما يعتبرونه "تصوير خاطئ متعمد" للإسلام والمسلمين من قبل سبنسر أنهم بطبيعتهم عنيفين وإرهابيين". سبنسر قد نفى هذه الانتقادات.
بينظير بوتو، رئيسة الوزراء الباكستانية السابقة، في كتابها المصالحة: الإسلام والديمقراطية والغرب كتبت أن سبنسر يستخدم جهاد ووتش لنشر التضليل والكراهية للإسلام. وأضافت أنه يعرض قصة منحرفة ومن جانب واحد، وفقط يساعد على زرع بذور الصراع الحضاري. سبنسر ذكر أن ما استشهدت به بوتو كتب بواسطة ابن وراق.
روبرت سبنسر قد تم وصفه من قبل بعض منظمات الحقوق بما في ذلك مركز قانون الحاجة الجنوبي ورابطة مكافحة التشهير بأنه زعيم مجموعة كراهية.

### الرد على الانتقادات
سبنسر قد رد على الاتهامات أن جهاد ووتش معادية للإسلام بالقول أن مصطلح «الإسلاموفوبيا» هو «أداة يستخدمها المدافعون الإسلاميون لإسكات الانتقادات.»